# Interdentale borstel

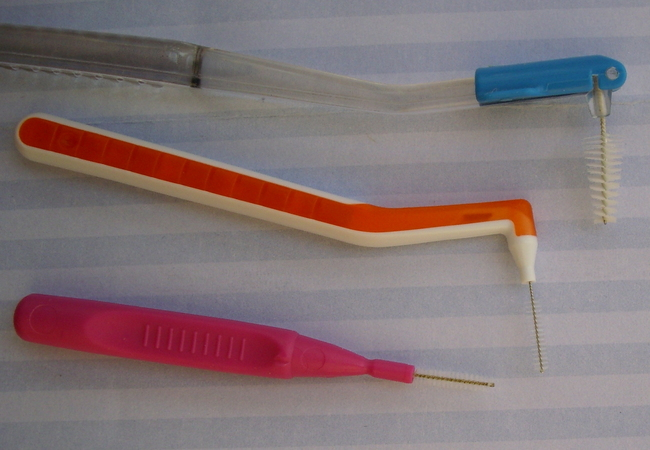
Drie interdentale borstels met handvat

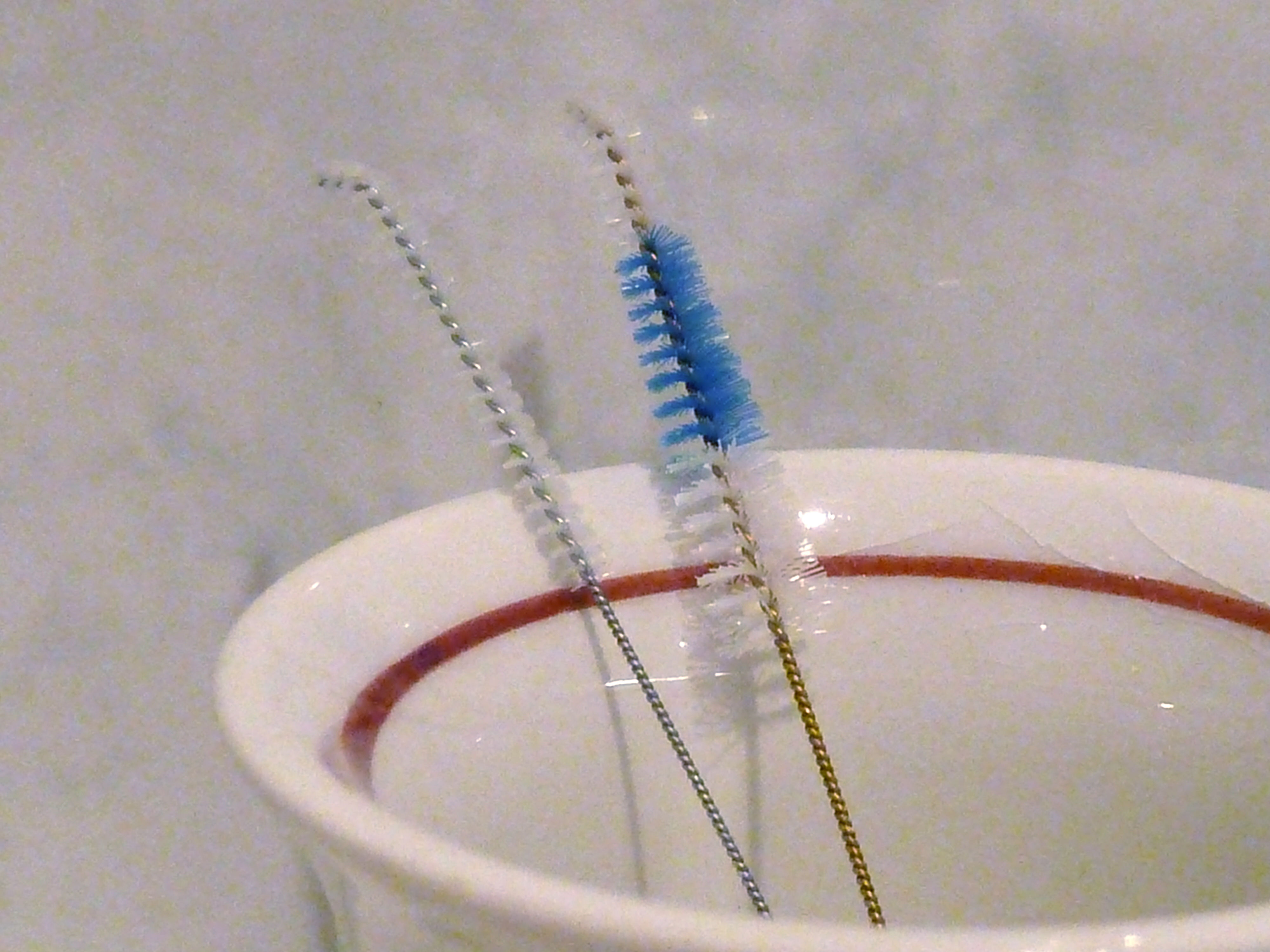
Twee interdentale borsteltjes in een eierdop geplaatst. Links 2mm, rechts conisch 2-5mm. De topjes zijn bij deze nieuwe borsteltjes iets omgebogen om het inbrengen te vergemakkelijken.

Een interdentale borstel, rager of spiraalborstel is een dun borsteltje dat gebruikt wordt om etensresten en tandplak te verwijderen uit de interdentale ruimtes (de ruimtes tussen tanden en kiezen).
Ragers zijn verkrijgbaar in veel verschillende maten, van ca. 2–14 mm borsteldiameter. Bij kleinere toegangsruimte is de diameter van de steel belangrijk opdat het parodontale weefsel niet beschadigd wordt. De borsteldiameter moet wel groot genoeg zijn om de concave zijkanten van de kiezen te raken. De gemiddelde kracht op het borsteltje uitgeoefend tijdens het ragen is ca. 50 gram. Met wijd opengesperde mond is het moeilijker om de achterste kiezen te bereiken dan met enigszins gesloten mond.
Er zijn twee typen ragers:
- lange, al of niet met een gecoate steel, die tussen duim en wijsvinger vastgehouden worden
- korte, die op een handvat worden geklemd.

De vorm van de ragers kan cilindrisch of conisch zijn.
Tandplak tussen de kiezen wordt met een rager efficiënter verwijderd dan met floss of tandenstokers.